# Etienne de la Vallée Poussin
Etienne Charles Alfred de la Vallée Poussin (Brussel, 23 november 1903 - 4 oktober 1996) was een Belgisch senator.

## Levensloop
De la Vallée Poussin, met zijn volledige naam de la Vallée Poussin Le Roux de Bretagne, was een zoon van Xavier de la Vallée Poussin en Evelyne de Francquen en was de geadopteerde zoon van Blanche Le Roux de Bretagne. Hij trouwde in 1979 (hij was toen 76) met Jacqueline Thibaut de Maisières (1920-2007). 
Hij promoveerde tot doctor in de rechten (1925) en tot licentiaat economische wetenschappen (1932). Hij werd advocaat en beheerder van vennootschappen.
Hij werd politiek actief door zijn verkiezing tot gemeenteraadslid in Sint-Joost-ten-Node (1938-1946).
In 1946 werd hij verkozen tot senator voor het arrondissement Brussel. Hij vervulde dit mandaat tot in 1961. Hij was vervolgens nog gecoöpteerd senator tot in 1968. Hij was ook lid van de Raadgevende Vergadering van de Raad van Europa.
De la Vallée Poussin was vooral actief in allerhande instellingen en verenigingen die de Europese eenmaking nastreefden. Zo was hij ondervoorzitter van het Europacollege in Brugge.
Op 19 november 1953 stemde hij in de Senaat als enige CVP'er voor de toepassing van het EVRM in Belgisch-Congo.

## Publicaties
- Le troisième parti catholique, in: La Revue generale,1933.
- Les pouvoirs speciaux et l'evolution du regime parlementaire, in: La Revue generale", 1933.
- Regroupement vers la droite, in: La Revue generale, 1938.
- De Versailles à Varsovie (1918-1939), in: La Revue generale, 1939.
- Les catholiques et les partis, in: La Revue Nouvelle, 1946.
- A la veille d'une revision de la constitution, Brussel, 1953.
- Partis politiques en Belgique, in: Revue politique, 1954.
- Les etapes de l'union europeenne, in: La Revue generale belge, 1955, 1977-1992.
- Comment gerer les grandes agglomerations?, in: Revue politique, 1955.
- Du plan van Zeeland au plan Rapacki, Brussel, 1958.
- Le desastre Congolais et le regime parlementaire, in: La Revue generale belge, 1960.
- Le deferlement du Mouvement flamand, in: Le Monde, 10/06/1966.
- Devant les elections. in: La Revue generale belge, 1968.
- Bilan et perspectives 1871-1971 [Banque de Bruxelles], 1971.
- Een tweede eeuw gaat in. De Bank van Brussel is honderd jaar oud, 1971.